# Johannus Monday
Johannus „JoMo“ Monday (* 22. Januar 2002 in Kingston upon Hull) ist ein britischer Tennisspieler aus England.

## Karriere
Monday spielte nicht auf der ITF Junior Tour. 2019 wurde er im Einzel und Doppel Zweiter der britischen U18-Meisterschaften. 2020 begann er ein Studium an der University of Tennessee, für die er auch College Tennis spielte. Für seine Mannschaft hat er eine Bilanz von 77:22 im Einzel vorzuweisen. Jedes Jahr wurde er in die All-America-Auswahl gewählt und 2023 wurde er im Einzel und Doppel an Platz 2 der ITA-Rangliste geführt.
2022 spielte er erstmals Profiturniere, bei denen er auf Anhieb überzeugte. Auf der drittklassigen ITF Future Tour gewann er direkt sein erstes Turnier ohne Satzverlust. Bis zum Jahresende kamen ein Einzel- und drei Doppeltitel hinzu, die ihn in der Weltrangliste jeweils in die Top 600 führten. Im Einzel knüpfte er 2023 nicht an die Erfolge an, während er sich im Doppel weiter steigerte. Mit Jacob Fearnley nahm er dank einer Wildcard bei seinem zweiten Turnier der ATP Challenger Tour in Nottingham teil. Auf dem Weg zum Titel dort schlugen sie zwei Top-100-Paarungen. Einen Monat später wurde die Paarung auch mit einer Wildcard für Wimbledon belohnt, wo sie zum Auftakt wie schon zuvor André Göransson und Ben McLachlan besiegten. In der zweiten Runde schieden sie gegen die Setzlistensechsten Rohan Bopanna und Matthew Ebden aus. Auf der Future-Ebene ließ Monday noch vier Titel mit anderen Partnern folgen, sodass er in der Weltrangliste erstmals in die Top 200 ein einzog. 

## Erfolge
| Legende (Anzahl der Siege) |
| Grand Slam                 |
| ATP Finals                 |
| ATP Tour Masters 1000      |
| ATP Tour 500               |
| ATP Tour 250               |
| ATP Challenger Tour (2)    |

### Doppel

#### Turniersiege
| Nr. | Datum             | Turnier    | Belag         | Partner        | Finalgegner                    | Ergebnis          |
| --- | ----------------- | ---------- | ------------- | -------------- | ------------------------------ | ----------------- |
| 1.  | 17. Juni 2023     | Nottingham | Rasen         | Jacob Fearnley | Liam Broady Jonny O’Mara       | 6:3, 6:76, [10:7] |
| 2.  | 10. November 2024 | Knoxville  | Hartplatz (i) | Patrick Harper | Micah Braswell Eliot Spizzirri | 6:2, 6:2          |